# 实证主义

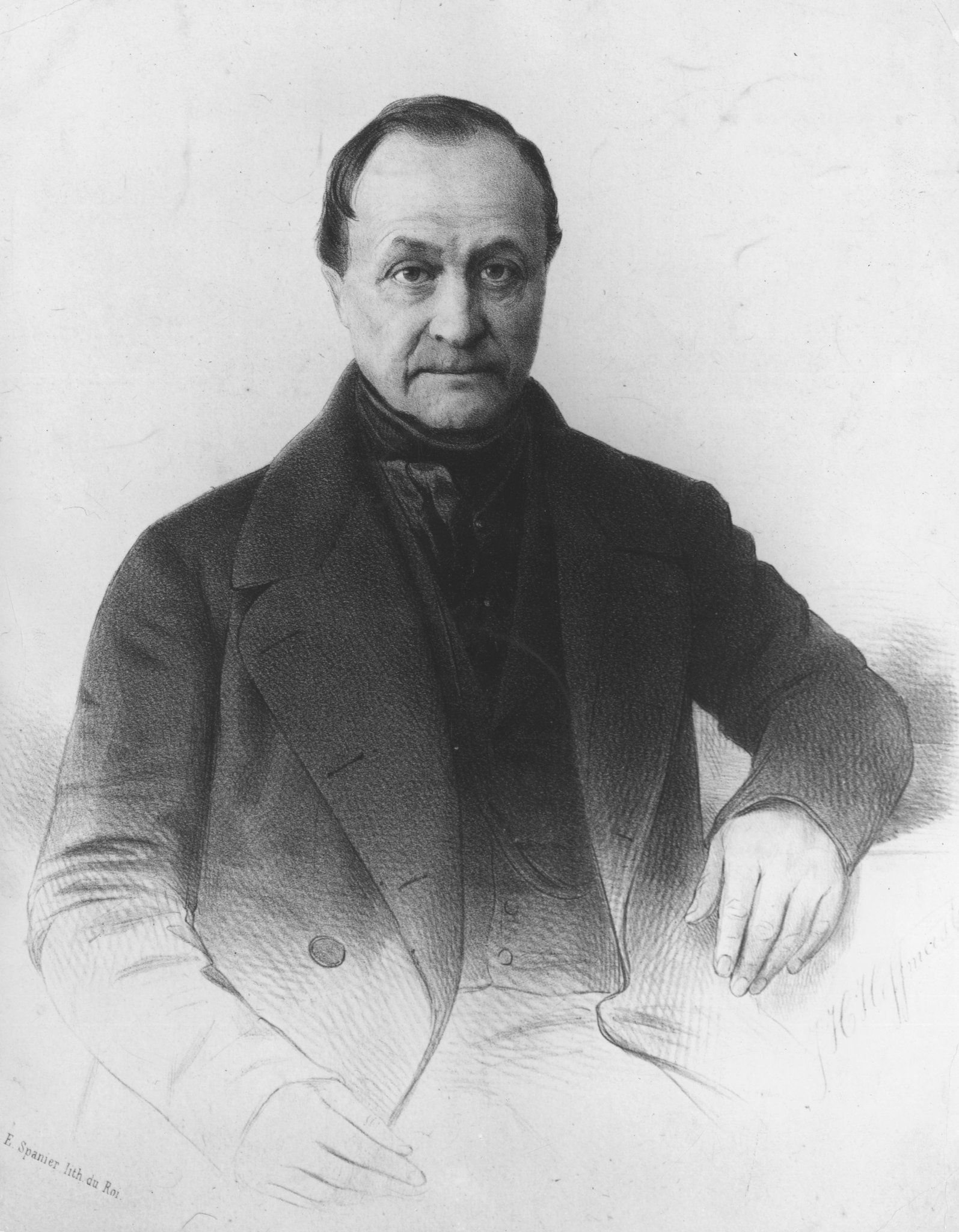
现代实证主义创始人奥古斯特·孔德

实证主义（英語：positivism）是一種以「實際驗證」为中心的哲學思想。实证主义者認為根據邏輯分析推導出來的知識才是有意義的，而諸如直覺、內省或宗教信仰都是毫無意義的東西。这一思想最早可以追朔到英國13世紀的經驗主義學者羅傑·培根。法國哲學家奧古斯特·孔德首先用實證一詞來傳達事物的六項性質：真實的、有用的、確定的、正確的、有機的和相對的。實證一詞可以解釋作“發現是真的”。狹義而言，實證主義則指法國哲學家孔德的哲學，孔德認為對現實之認識只有靠特定科學及對尋常事物的觀察才能獲得。

## 古典實證主義
孔德生長的時代，正是科學思想發端的時代，人們對形上學產生懷疑，逐漸以注重經驗的科學方法觀察、研究事物，探求事實的本原和變化的現象。
實證主義又稱實證論，其中心論點是：事實必須是透過觀察或感覺經驗，去認識每個人身處的客觀環境和外在事物。實證論者認為，雖然每個人接受的教育不同，但他們用來驗證感覺經驗的原則，並無太大差異。實證主義的目的，在希望建立知識的客觀性。
孔德認為人類，非生而知道萬事萬物，必須經由學習過程，從不同的情境中獲得知識。透過直接或間接的感覺、推知或體認經驗，並且在學習過程中進一步推論還沒有經驗過的知識。超越經驗或不是經驗可以觀察到的知識，不是真的知識。
孔德在其所寫的《實證哲學教程》一書裡，認為人類進化分成三階段：
- 一是神學階段，蓋人類對於自然界的力量和某些現象感到懼怕，因此就以信仰和膜拜來解釋面對自然界的變化；
- 二是形上學階段，以形而上或普遍的本質階段，解釋一切現象；
- 三是實證階段，也就是科學的階段，運用觀察、分類，以及分類性的資料，探求事物彼此的關係，此法獲得的結果，才是正確可信的。

實證主義反對神秘玄想，主張以科學方法建立經驗性的知識。這種思想恰巧與柏拉圖的理型論相反，柏拉圖認為只有觀念才是真實的，感官都是虛幻的。

## 邏輯實證主義
20世紀中葉，奥地利哲学家維根斯坦，結合實證主義中，重經驗的學說和符號邏輯學說，成為邏輯實證主義。符號邏輯就是將代數的方法和符號，應用在邏輯上。這種理論運用邏輯，達成具有像數學那樣明顯和確實的結論。
实证主义的应用也被认为包含以下原则：
1. 只有感官所包含的现象和知识才能真正成为知识（现象主义的原理）。
2. 理论的目的是产生可以测试的假设，从而可以对定律的解释进行评估（演繹主义的原则）。
3. 知识是通过收集事實为定律提供依据（歸納主义原则）而得出的。
4. 科学必须（也可以）以一种无价值（即客观）的方式进行。
5. 科学陈述与规范陈述之间有明显的区别，相信前者是科学家的真正领域。

这最后一个原则是由第一个原则所暗示的，因为规范性陈述的真实性或其他方面不能被感官所证实。

## 实证主义论
- 方法论：实证主义以经验证实出发，因而其方法论为观测－归纳法，主张从经验中获取知识。这种方法遭到了休谟和波普尔等的反驳。波普尔的可否證性矛头直指实证主义，认为实证主义事实上无法避免先验即假设，实证主义对现实的观察和实验实际上是受到先验的理论假设或者主观偏好摆布的，因而无法获得全面客观的结果和结论。經驗的真正意義在於可以證偽科學理論。
- 本體論：強調實證論的行為科學家慣常人類行為歸因於對外在環境壓力的反應，或是個人心理因素或是人格特質傾向。
- 認識論：透過發掘真相，找尋律則性、通則概念來解釋真實。

## 後實證主義
後實證主義是針對實證主義批判和修正。後實證論其一主張——否證論，此理論嚴格判別一個理論是否科學，對於理論的佐證雖然認可了理論的合理性，但是佐證是暫時的，科學是需要不斷思考的事業，而且科學沒有絕對正確的。